# Frank Arnesen

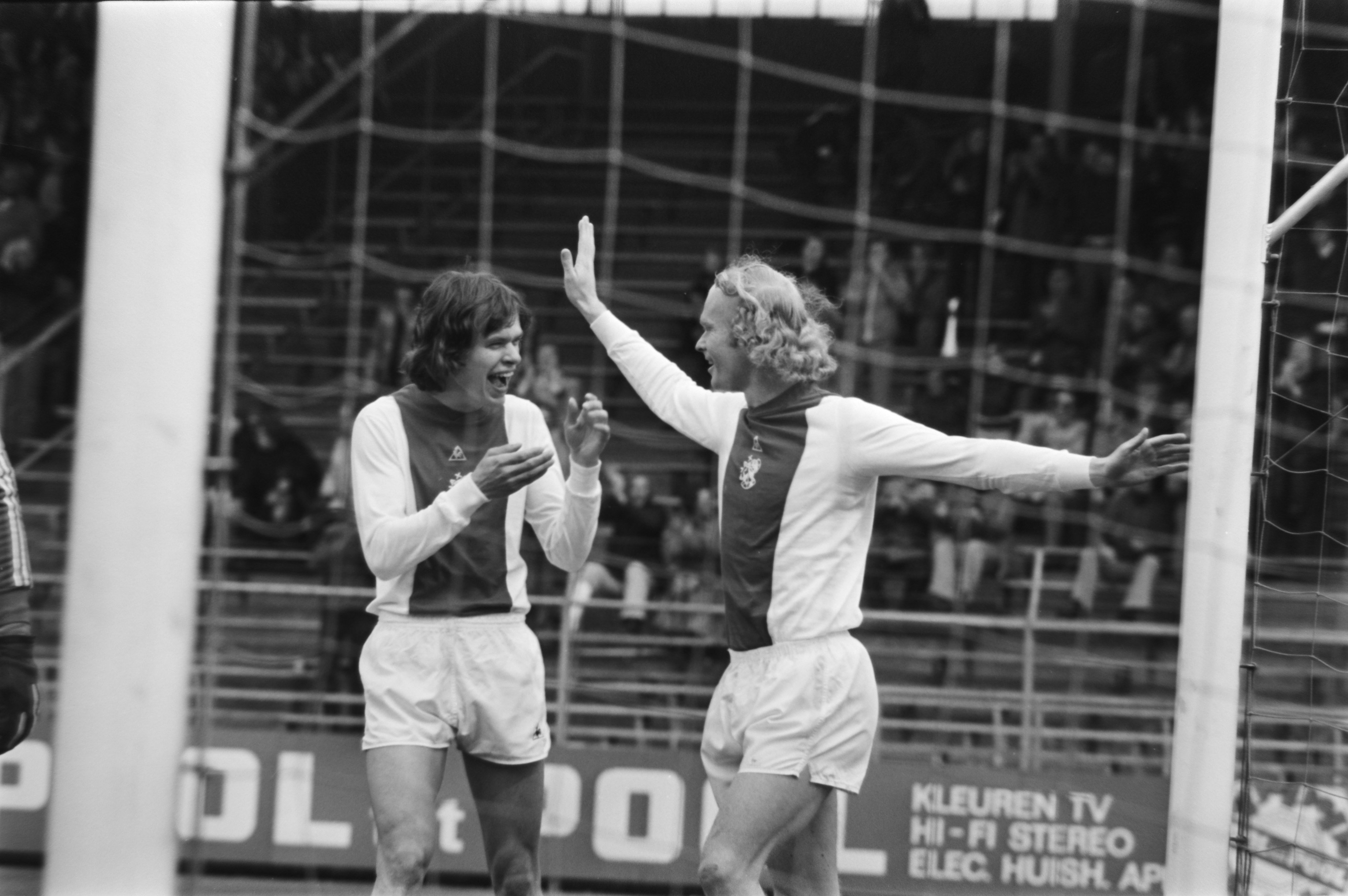
11 april 1977, Ajax-Telstar 4-0. Frank Arnesen applaudiseert voor de scorende Ruud Geels.

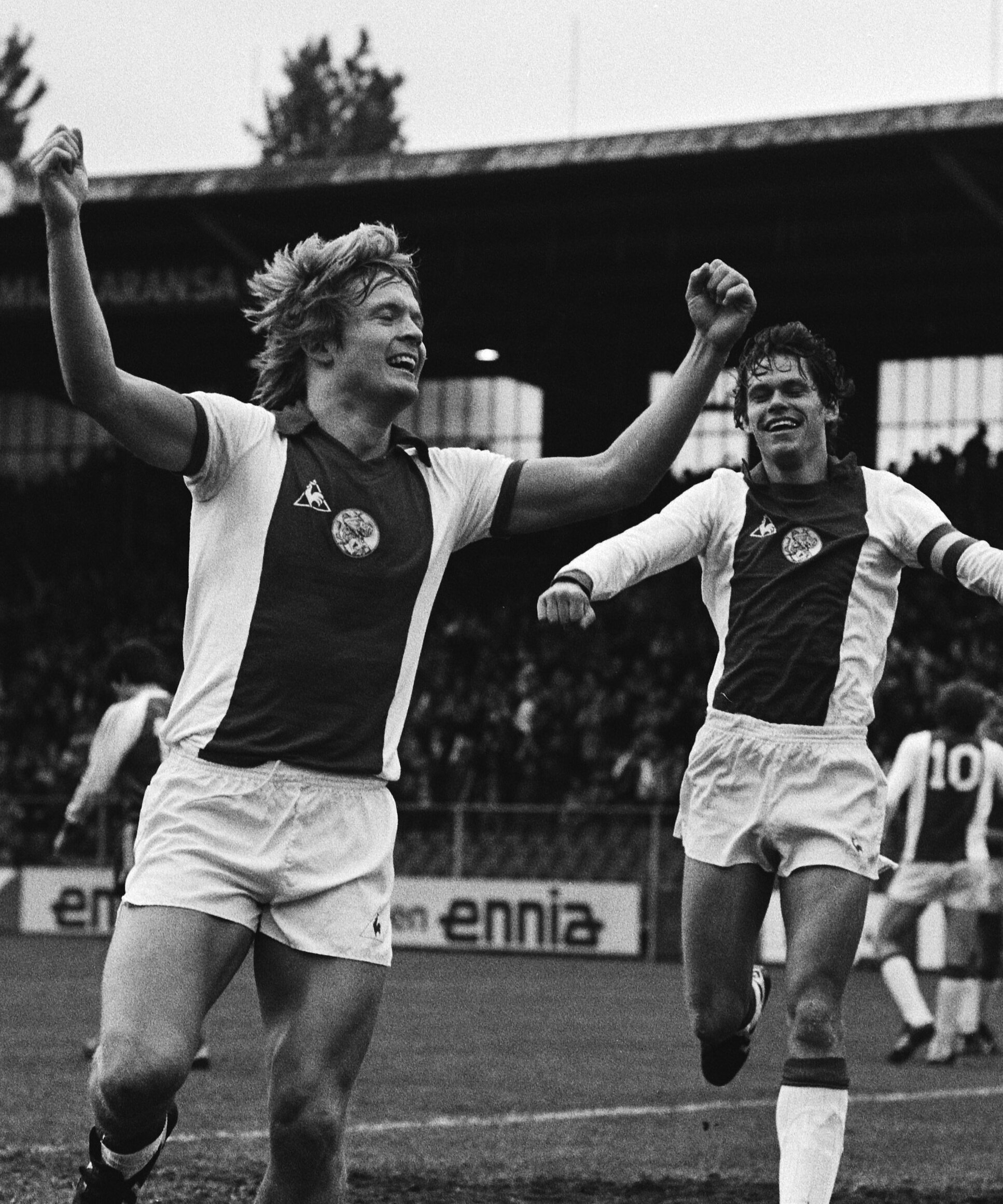
5 mei 1981, Ajax-PSV 2-1. Links Søren Lerby, rechts Arnesen.

Frank Arnesen (Deense uitspraak: aa(r)-ne-sen) (Kopenhagen, 30 september 1956) is een Deens voormalig voetballer en voetbalbestuurder. Hij kwam achtereenvolgens uit voor AFC Ajax, Valencia CF, RSC Anderlecht en PSV. Arnesen speelde 52 interlands voor Denemarken.

## Clubcarrière

### Ajax
Na een jaar gymnasium ging Arnesen direct werken. Als jonge, onbekende voetballer van de Deense club Fremad Amager werd hij op 20 november 1975 samen met Søren Lerby door AFC Ajax gekocht. Hun contracten gingen in per 1 december 1975. Arnesen debuteerde onder trainer Rinus Michels op 7 maart 1976 uit tegen FC Utrecht (1-1). Arnesen maakte bij Ajax ook Tomislav Ivić (1976-1978), Cor Brom (1978-1979) en Leo Beenhakker (1979-1981) mee als hoofdtrainers, en tenslotte Aad de Mos als interim-trainer (maart 1981-juni 1981).
In de zes seizoenen Ajax speelde Arnesen 209 wedstrijden waarin hij 75 keer scoorde. Hij werd landskampioen in de seizoenen 1976/77, 1978/79 en 1979/80 en won de KNVB beker in mei 1979 (FC Twente werd in een finale over twee wedstrijden met 1-1 en 3-0 verslagen). In de meimaanden van 1978, 1980 en 1981 werd de bekerfinale verloren van respectievelijk AZ '67 (0-1), Feyenoord (3-1) en opnieuw AZ '67 (1-3). In de lente van 1980 haalde Arnesen met Ajax, na onder meer het Franse RC Strasbourg uitgeschakeld te hebben (0-0, 4-0), de halve finale van de Europacup I, waarin Ajax door het Britse Nottingham Forest nipt werd uitgeschakeld (uit 2-0 verlies, thuis 1-0 zege). In de verkiezingen van de Ballon d'Or 1980 behaalde Arnesen de 22e plaats.
Arnesen ontpopte zich bij Ajax tot een zwervende, multipositionele aanvallende middenvelder, vooral op rechts en centraal. In constructief en offensief opzicht was Arnesen een complete voetballer, met techniek, spelinzicht, loopvermogen en ijver en een groot scorend vermogen. Hij had oog voor de vrije ruimte en omspeelde tegenstanders zowel over de grond (niet alleen middels 1-2's en dribbels), als met lobs/boogballen. Arnesen was samen met Tscheu La Ling en Simon Tahamata een van de smaakmakers bij Ajax in de periode 1975/76-1980/81. In de zomer van 1980, bij de start van zijn laatste seizoen bij Ajax (1980/81), volgde Arnesen de naar Vancouver Whitecaps vertrokken Ruud Krol op als aanvoerder.

### Valencia
In de zomer van 1981 werd Arnesen door Valencia CF gekocht voor 900.000 gulden. In seizoen 1981/82 streed Valencia langdurig om de eerste plaats. De fans waardeerden Arnesen's dribbelvaardigheden en zijn mooie afwerking. In 32 duels scoorde middenvelder Arnesen dertien maal. Uiteindelijk eindigde Valencia als vijfde van de achttien clubs in de hoogste Spaanse divisie, acht punten achter kampioen Real Sociedad. De kentering kwam na een aanvankelijk onschuldige knieblessure van Arnesen, die ontstond na het opstaan uit een stoel. Ongepaste behandelingen verergerden het knieprobleem. Arnesen kwam in het seizoen 1982/83 niet tot spelen. Zijn ploeg vocht dat seizoen tegen degradatie en eindigde op een vijftiende plaats.

### Anderlecht
Arnesen stond in de zomer van 1983 in de belangstelling van Ajax, maar vanwege zijn medische problemen durfde het Ajax-bestuur de aankoop niet aan. Uiteindelijk verhuisde hij naar RSC Anderlecht, dat in de Belgische competitie in 1983/84 in de top als tweede eindigde en in 1984/85 landskampioen werd. Arnesen behaalde met RSC Anderlecht de finale van de UEFA Cup 1983/84, die verloren werd na strafschoppen tegen het Engelse Tottenham Hotspur FC. In 1983/84 speelde Arnesen slechts 12 competitieduels, maar hij speelde wel vrijwel alle Europa Cup III-wedstrijden. In 1984/85 was Arnesen een van de spelers, die het grootste aandeel had in het Belgisch kampioenschap van Anderlecht: hij speelde 27 duels, waarin hij 10 keer scoorde.

### PSV
In november 1985 werd Arnesen voor 600.000 gulden door PSV gekocht, dat Ajax te snel af was. In Eindhoven kende Arnesen drie succesvolle seizoenen. Zowel in 1986, 1987 en 1988 werd het landskampioenschap behaald. In 1988 won hij ook de KNVB beker en maakte hij deel uit van het team dat de Europacup I veroverde. De finale in mei 1988 tegen Benfica moest Arnesen wegens een blessure missen.

## Interlandcarrière
Arnesen speelde 52 keer voor het Deense nationale elftal en maakte veertien doelpunten. Hij nam deel aan het Europees kampioenschap in 1984 in Frankrijk en het Wereldkampioenschap in 1986 in Mexico. Hij maakte zijn debuut voor de nationale ploeg op 5 oktober 1977 in een oefeninterland uit tegen Zweden (1-0).
| Interlands van Frank Arnesen voor Denemarken | Interlands van Frank Arnesen voor Denemarken | Interlands van Frank Arnesen voor Denemarken | Interlands van Frank Arnesen voor Denemarken | Interlands van Frank Arnesen voor Denemarken | Interlands van Frank Arnesen voor Denemarken |
| №                                            | Datum                                        | Wedstrijd                                    | Uitslag                                      | Competitie                                   | Goals                                        |
| Als speler van Ajax                          | Als speler van Ajax                          | Als speler van Ajax                          | Als speler van Ajax                          | Als speler van Ajax                          | 8                                            |
| -------------------------------------------- | -------------------------------------------- | -------------------------------------------- | -------------------------------------------- | -------------------------------------------- | -------------------------------------------- |
| 1                                            | 5 oktober 1977                               | Zweden – Denemarken                          | 1 – 0                                        | Oefeninterland                               |                                              |
| 2                                            | 24 mei 1978                                  | Denemarken – Ierland                         | 3 – 3                                        | EK-kwalificatie                              |                                              |
| 3                                            | 31 mei 1978                                  | Noorwegen – Denemarken                       | 1 – 2                                        | Nordic Cup                                   | Goal                                         |
| 4                                            | 28 juni 1978                                 | IJsland – Denemarken                         | 0 – 0                                        | Oefeninterland                               |                                              |
| 5                                            | 16 augustus 1978                             | Denemarken – Zweden                          | 2 – 1                                        | Nordic Cup                                   |                                              |
| 6                                            | 20 september 1978                            | Denemarken – Engeland                        | 3 – 4                                        | EK-kwalificatie                              | Goal                                         |
| 7                                            | 11 oktober 1978                              | Denemarken – Bulgarije                       | 2 – 2                                        | EK-kwalificatie                              |                                              |
| 8                                            | 2 mei 1979                                   | Ierland – Denemarken                         | 2 – 0                                        | EK-kwalificatie                              |                                              |
| 9                                            | 9 mei 1979                                   | Denemarken – Zweden                          | 2 – 2                                        | Oefeninterland                               |                                              |
| 10                                           | 6 juni 1979                                  | Denemarken – Noord-Ierland                   | 4 – 0                                        | EK-kwalificatie                              |                                              |
| 11                                           | 12 september 1979                            | Engeland – Denemarken                        | 1 – 0                                        | EK-kwalificatie                              |                                              |
| 12                                           | 26 september 1979                            | Denemarken – Finland                         | 1 – 0                                        | Nordic Cup                                   |                                              |
| 13                                           | 31 oktober 1979                              | Bulgarije – Denemarken                       | 3 – 0                                        | EK-kwalificatie                              |                                              |
| 14                                           | 4 juni 1980                                  | Denemarken – Noorwegen                       | 3 – 1                                        | Nordic Cup                                   | Goal                                         |
| 15                                           | 27 september 1980                            | Joegoslavië – Denemarken                     | 2 – 1                                        | WK-kwalificatie                              | Goal                                         |
| 16                                           | 15 oktober 1980                              | Denemarken – Griekenland                     | 0 – 1                                        | WK-kwalificatie                              |                                              |
| 17                                           | 1 november 1980                              | Italië – Denemarken                          | 2 – 0                                        | WK-kwalificatie                              |                                              |
| 18                                           | 19 november 1980                             | Denemarken – Luxemburg                       | 4 – 0                                        | WK-kwalificatie                              | Goal · Goal                                  |
| 19                                           | 1 mei 1981                                   | Luxemburg – Denemarken                       | 1 – 2                                        | WK-kwalificatie                              | Goal                                         |
| 20                                           | 14 mei 1981                                  | Zweden – Denemarken                          | 1 – 2                                        | Nordic Cup                                   |                                              |
| 21                                           | 3 juni 1981                                  | Denemarken – Italië                          | 3 – 1                                        | WK-kwalificatie                              | Goal                                         |
| Als speler van Valencia CF                   | Als speler van Valencia CF                   | Als speler van Valencia CF                   | Als speler van Valencia CF                   | Als speler van Valencia CF                   | 3                                            |
| 22                                           | 9 september 1981                             | Denemarken – Joegoslavië                     | 1 – 2                                        | WK-kwalificatie                              |                                              |
| 23                                           | 23 september 1981                            | Denemarken – Noorwegen                       | 2 – 1                                        | Nordic Cup                                   | Goal                                         |
| 24                                           | 14 oktober 1981                              | Griekenland – Denemarken                     | 2 – 3                                        | WK-kwalificatie                              | Goal                                         |
| 25                                           | 5 mei 1982                                   | Denemarken – Zweden                          | 1 – 1                                        | Nordic Cup                                   | Goal                                         |
| 26                                           | 19 mei 1982                                  | Oostenrijk – Denemarken                      | 1 – 0                                        | Oefeninterland                               |                                              |
| 27                                           | 27 mei 1982                                  | Denemarken – België                          | 1 – 0                                        | Oefeninterland                               |                                              |
| Als speler van RSC Anderlecht                | Als speler van RSC Anderlecht                | Als speler van RSC Anderlecht                | Als speler van RSC Anderlecht                | Als speler van RSC Anderlecht                | 3                                            |
| 28                                           | 16 november 1983                             | Griekenland – Denemarken                     | 0 – 2                                        | EK-kwalificatie                              |                                              |
| 29                                           | 16 mei 1984                                  | Tsjecho-Slowakije – Denemarken               | 1 – 0                                        | Oefeninterland                               |                                              |
| 30                                           | 6 juni 1984                                  | Zweden – Denemarken                          | 0 – 1                                        | Oefeninterland                               |                                              |
| 31                                           | 8 juni 1984                                  | Denemarken – Bulgarije                       | 1 – 1                                        | Oefeninterland                               |                                              |
| 32                                           | 12 juni 1984                                 | Frankrijk – Denemarken                       | 1 – 0                                        | EK-eindronde                                 |                                              |
| 33                                           | 16 juni 1984                                 | Denemarken – Joegoslavië                     | 5 – 0                                        | EK-eindronde                                 | Goal · Goal                                  |
| 34                                           | 19 juni 1984                                 | België – Denemarken                          | 2 – 3                                        | EK-eindronde                                 | Goal                                         |
| 35                                           | 24 juni 1984                                 | Denemarken – Spanje                          | 1 – 1                                        | EK-eindronde                                 |                                              |
| 36                                           | 14 november 1984                             | Denemarken – Ierland                         | 3 – 0                                        | WK-kwalificatie                              |                                              |
| 37                                           | 8 mei 1985                                   | Denemarken – Duitse Democratische Republiek  | 4 – 1                                        | Oefeninterland                               |                                              |
| 38                                           | 5 juni 1985                                  | Denemarken – Sovjet-Unie                     | 4 – 2                                        | WK-kwalificatie                              |                                              |
| 39                                           | 11 september 1985                            | Denemarken – Zweden                          | 0 – 3                                        | Oefeninterland                               |                                              |
| 40                                           | 25 september 1985                            | Sovjet-Unie – Denemarken                     | 1 – 0                                        | WK-kwalificatie                              |                                              |
| 41                                           | 9 oktober 1985                               | Denemarken – Zwitserland                     | 0 – 0                                        | WK-kwalificatie                              |                                              |
| 42                                           | 16 oktober 1985                              | Noorwegen – Denemarken                       | 1 – 5                                        | WK-kwalificatie                              |                                              |
| 43                                           | 13 november 1985                             | Ierland – Denemarken                         | 1 – 4                                        | WK-kwalificatie                              |                                              |
| Als speler van PSV                           |                                              |                                              |                                              |                                              |                                              |
| 44                                           | 13 mei 1986                                  | Noorwegen – Denemarken                       | 1 – 0                                        | Oefeninterland                               |                                              |
| 45                                           | 16 mei 1986                                  | Denemarken – Polen                           | 1 – 0                                        | Oefeninterland                               |                                              |
| 46                                           | 4 juni 1986                                  | Denemarken – Schotland                       | 1 – 0                                        | WK-eindronde                                 |                                              |
| 47                                           | 8 juni 1986                                  | Denemarken – Uruguay                         | 6 – 1                                        | WK-eindronde                                 |                                              |
| 48                                           | 13 juni 1986                                 | Denemarken – West-Duitsland                  | 2 – 0                                        | WK-eindronde                                 |                                              |
| 49                                           | 29 oktober 1986                              | Denemarken – Finland                         | 1 – 0                                        | EK-kwalificatie                              |                                              |
| 50                                           | 12 november 1986                             | Tsjecho-Slowakije – Denemarken               | 0 – 0                                        | EK-kwalificatie                              |                                              |
| 51                                           | 29 april 1987                                | Finland – Denemarken                         | 0 – 1                                        | EK-kwalificatie                              |                                              |
| 52                                           | 3 juni 1987                                  | Denemarken – Tsjecho-Slowakije               | 1 – 1                                        | EK-kwalificatie                              |                                              |

## Managerscarrière
Na zijn actieve carrière werd Arnesen eerst assistent-trainer bij PSV (1991-1993). In 1993 werd hij op non-actief gezet na een vernietigend interview over hoofdtrainer Hans Westerhof. In 1994 kreeg hij de functie van technisch manager aangeboden. Een functie die hij tien jaar, tot 2004, bekleedde. In deze periode ontdekte hij spelers als Ronaldo, Jaap Stam, Ruud van Nistelrooij en Arjen Robben.
In 2004 maakte hij een overstap naar Tottenham Hotspur, waar hij ook manager werd. Vanaf 1 september 2005 bekleedde hij die functie bij Chelsea. In 2010 maakte Arnesen bekend dat hij zijn contract bij de club niet zou verlengen. Daarop besloot Hamburger SV, dat Ajax aftroefde, de Deen een contract aan te bieden. Hier ging Arnesen op in, waarna hij overeenstemming bereikte voor een samenwerking tot 2014. Bij de Duitse club werd hij de opvolger van Bastian Reinhardt.
Half 2013 vertrok Arnesen. Per 1 februari 2014 werd hij manager bij het Oekraïense Metallist Kharkiv. Wegens de gevaarlijke politieke situatie aldaar, was Arnesen genoodzaakt na een maand zijn contract te beëindigen. Halverwege 2015, bij de start van het seizoen 2015/16, werd Arnesen manager bij PAOK Saloniki. Dit dienstverband kwam in februari 2016 ten einde. PSV stelde Arnesen in april 2017 aan als lid van de raad van commissarissen, waarin hij per 1 juni van dat jaar Hans van Breukelen zou opvolgen.
Vanaf januari 2019 ging Arnesen aan de slag bij RSC Anderlecht, als technisch directeur. Bij deze club had hij gespeeld van juli 1983 tot en met november 1985. Hij werd aangetrokken om RSC Anderlecht bij te staan in het doorbreken van de sportief negatieve spiraal. Op 3 oktober 2019 werd hij door Anderlecht ontslagen.
Vanaf januari 2020 vervulde Arnesen de rol als technisch directeur bij de Rotterdamse club Feyenoord. Na tweeënhalf jaar diende hij zijn ontslag in, mede door gezondheidsredenen. Op 30 oktober 2023 werd hij benoemd tot lid van de raad van commissarissen van PSV, waar hij de plek als voetbalcommissaris overnam van Hans van Breukelen.

## Palmares als speler
| Competitie            |        |                           |      |      |
| Competitie            | Aantal | Seizoenen                 |      |      |
| Ajax                  | Ajax   | Ajax                      | Ajax | Ajax |
| --------------------- | ------ | ------------------------- | ---- | ---- |
| Eredivisie            | 3x     | 1976/77, 1978/79, 1979/80 |      |      |
| KNVB beker            | 1x     | 1978/79                   |      |      |
| RSC Anderlecht        |        |                           |      |      |
| Eerste klasse         | 1x     | 1984/85                   |      |      |
| Trofee Jules Pappaert | 2x     | 1983, 1985                |      |      |
| PSV                   |        |                           |      |      |
| Internationaal        |        |                           |      |      |
| Europacup I           | 1x     | 1987/88                   |      |      |
| Nationaal             |        |                           |      |      |
| Eredivisie            | 3x     | 1985/86, 1986/87, 1987/88 |      |      |
| KNVB beker            | 1x     | 1987/88                   |      |      |

### Individueel
- UEFA Europees Kampioenschap Team van het Toernooi: 1984
- Danish Football Hall of Fame